# Roberto Guana
Roberto Guana (* 21. Januar 1981 in Brescia) ist ein ehemaliger italienischer Fußballspieler.

## Karriere
Guana startete seine Profikarriere bei Brescia Calcio. Seinen ersten Einsatz in der Serie A machte er am 4. Februar 2001 gegen die AS Bari. Im März 2005 erklärten Guana und sein Mannschaftskollege Daniele Adani, dass sie den Verein aufgrund Streitigkeiten mit den Fans verlassen möchten. So wechselten beide zu dem in die Serie A aufgestiegenen Verein Ascoli Calcio.
Aufgrund seiner guten Leistungen in Ascoli verpflichtete ihn die US Palermo im Mai 2006 für eine Ablöse von 3,5 Millionen Euro, 2009 wurde er an den FC Bologna ausgeliehen und anschließend an Chievo Verona, nach seiner Rückkehr wurde er an die AC Cesena verkauft. 2012 verpflichtete ihn Chievo Verona.